# Dance Alone

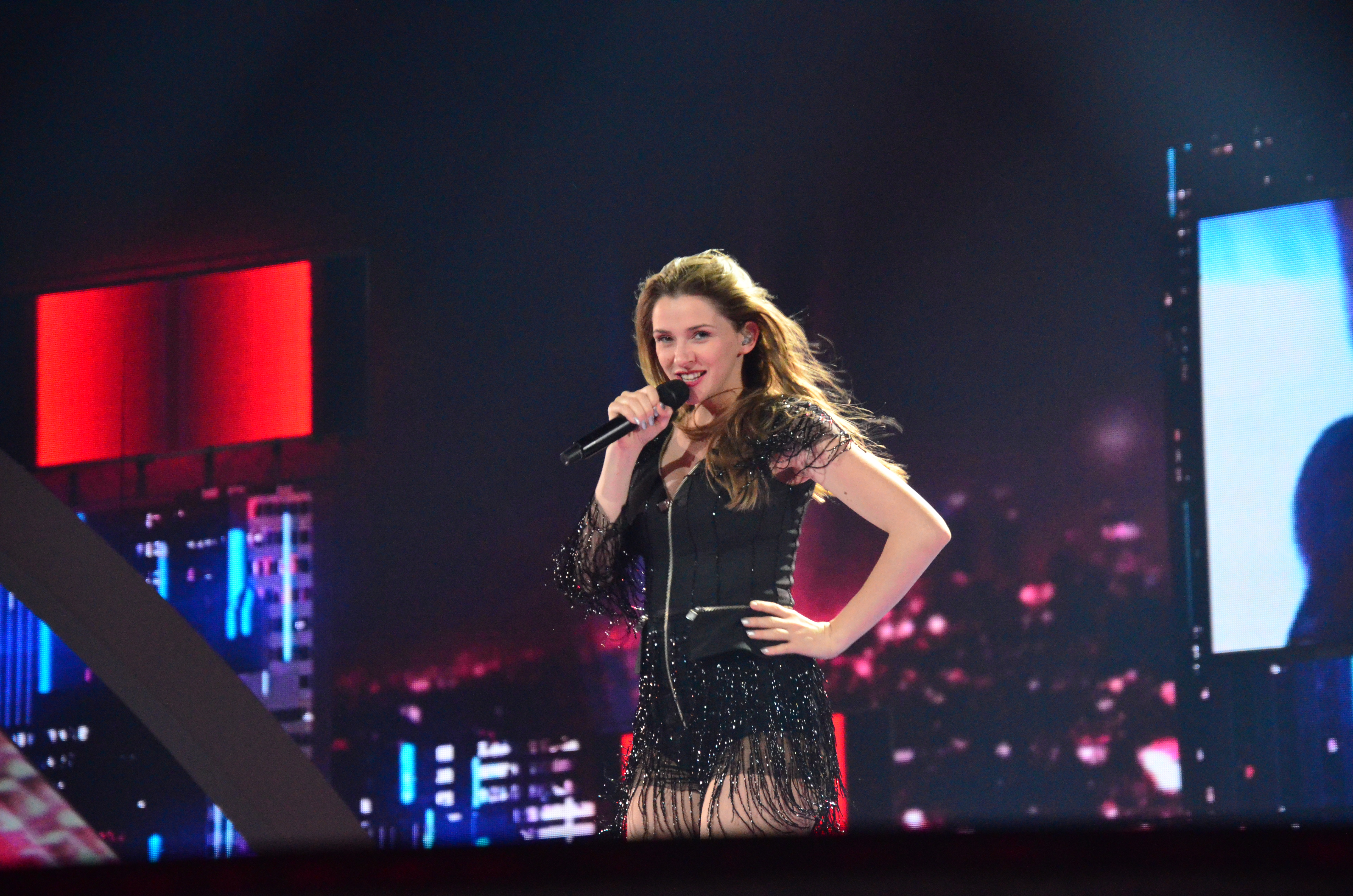
Яна Бурческа выступает на репетиции "Евровидение-2017"

«Dance Alone» (с англ. — «Танцевать в одиночестве») — песня македонской певицы Яны Бурческа, представленная на конкурсе «Евровидение-2017» в Киеве.

## Евровидение
22 ноября 2016 года Бурческа была признана представителем Македонии на Евровидении 2017 года, а македонская телекомпания, Македонское радиовещание (МРТ), начала принимать песни от заинтересованных композиторов. Потенциальные записи Евровидения были включены в список 22 января 2017 года. Музыкальный клип песни «Dance Alone» был позже показан 10 марта, а через месяц он был выпущен в виде цифрового скачивания, Македония соревновалась в первой половине второго полуфинала на Евровидении, но не смог выйти в финал.

## Композиция
| № | Название | Длительность |
| - | -------- | ------------ |